# Små Skogörarna
Små Skogörarna är öar i Finland. De ligger i Skärgårdshavet och i kommunen Kimitoön i landskapet Egentliga Finland, i den sydvästra delen av landet. Öarna ligger omkring 62 kilometer söder om Åbo och omkring 160 kilometer väster om Helsingfors. Små Skogörarna ligger 4 meter över havet.
Arean för den av öarna koordinaterna pekar på är 1,9 hektar och dess största längd är 250 meter i sydöst-nordvästlig riktning.